# Michele Puller
Michele Puller (* 1948 in Cittadella) ist ein italienisch-deutscher Unternehmer und Vorstandsvorsitzender des börsennotierten Textilunternehmens Steilmann SE mit Sitz Bergkamen.

## Leben
1981 kam Puller, offiziell als Gastarbeiter, auf Geheiß der Industriellenfamilie Radici aus Bergamo (Italien) nach Bergkamen, um die Deufil-Teppichgarnspinnerei in Rünthe sowie den Teppichboden-Hersteller Sit-In Westfalia in Bergkamen zu sanieren. 1994 entdeckte die italienische Miro-Radici-Gruppe mit Puller an der Spitze die Discounter Aldi und Lidl als Abnehmer seiner Waren und erlebte einen wirtschaftlichen Aufschwung.
2006 kaufte das Familienunternehmen den deutschen Modekonzern Steilmann, 2013 übernahmen die Italiener über eine Zwischenholding gemeinsam mit dem Finanzinvestor Equinox die Adler Modemärkte. Puller hatte zeitweise gleich mehrere Ämter inne und galt als einer der erfolgreichsten Gastarbeiter aller Zeiten. Nebenbei war er auch noch Beiratsmitglied beim Fußballverein Borussia Dortmund.

## Börsengang und wirtschaftlicher Abstieg
Seit einigen Jahren befinden sich die Unternehmen von Puller jedoch im Niedergang. 
Im November 2015 ging Steilmann mit CEO Puller voller Zuversicht an die Börse und stellte den Aktionären ein attraktives Wachstum in Aussicht. Statt der durch den Börsengang geplanten Einnahme von 98 Millionen Euro, kam weniger als ein Zehntel dieser Summe zusammen. Bereits fünf Monate nach dem Börsengang stellte Puller für Steilmann einen Insolvenzantrag, der Aktienkurs sank auf 23 Cent, der Ausgabepreis im November 2015 lag noch bei 3,50 Euro. Mehrere Betriebsstellen sollen geschlossen werden, 680 Mitarbeiter verlieren ihre Jobs. Puller behielt trotz des Insolvenzverfahrens seine Stelle als Vorstandschef.
Die Aktionärsvereinigung DSW bezeichnet die Entwicklung von Steilmann unter Puller als „pure Katastrophe“ und deutet strafrechtliche Konsequenzen an, weil der Führung um Puller schon vor Monaten die prekäre wirtschaftliche Lage des Unternehmens bewusst gewesen sein musste.  Zwei Kunden erstatteten Anzeige gegen Steilmann und vermuten, Steilmann sei schon im November vergangenen Jahres zahlungsunfähig gewesen. Die Finanzaufsicht Bafin untersucht den Börsengang, die Staatsanwaltschaft ermittelt wegen des Verdachts auf Insolvenzverschleppung.

## Falscher Doktorgrad
Puller führt seit seiner Ankunft in Deutschland einen Doktorgrad, den er jedoch nie erworben hat. Laut Website und Börsenprospekt hat Puller 1973 an der Universität Rom in den Fächern Statistik und Wirtschaft promoviert. Eine notwendige Führbarkeitsbescheinigung für diesen Titel liegt allerdings nicht vor. Es ist davon auszugehen, dass Puller seit über 30 Jahren einen Brennerdoktor an Stelle eines echten Doktortitels führt.